# Емилио Нсуе
Еми́лио Нсу́е Ло́пес (на испански: Emilio Nsue López) е испански и футболист на Екваториална Гвинея, играещ като нападател за испанския Интерсити и националния отбор на Екваториална Гвинея. Участник в Купата на африканските нации 2015, Купата на африканските нации 2021 и Купата на африканските нации 2023. През 2024 на Купата на африканските нации 2023 вкарва 5 гола (хеттрик в групите срещу Гвинея-Бисау за победата с 4:2 и два гола срещу Кот д'Ивоар за победата с 4:0.

## Успехи
Мидълзбро
- Чемпиъншип (2 ниво)
  -  Вицешампион (1): 2015/16

 Испания до 19 г.
- Европейско първенство по футбол за юноши до 19 г.
  -  Европейски шампион (1): 2007

 Испания до 21 г.
- Европейско първенство по футбол за юноши до 21 г.
  -  Европейски шампион (1): 2011

 АПОЕЛ (Никозия)
- Кипърска първа дивизия
  -  Шампион (1): 2017/18

 Екваториална Гвинея
- Купата на африканските нации 2015
  - 4-то място (1): 2015